# Man nennt es Liebe
Man nennt es Liebe ist ein deutsches Liebesfilmkomödie aus dem Jahre 1953 von John Reinhardt mit Curd Jürgens und Winnie Markus in den Hauptrollen.

## Handlung
Peter Malmö ist ein Mann von Welt, ein Bonvivant und Charmeur mit reichlich Titelblatt-Erfahrungen, der es bereits zu sieben geplatzten Verlobungen gebracht hat. Er ist gelangweilt von all den wohlhabenden Glamourgirls, die ihm angeblich ständig nachsteigen und auf der Pelle hocken. „Sie reden alle immer denselben Blödsinn“ meint der gutaussehende Lebemann. Maria West ist der exakte Gegenentwurf zu ihm: Eine bodenständige und grundsolide Frau, die nur selten ihre Heimat verlassen hat und in Innsbruck ein eigenes Hotel, den Marienhof, betreibt. Beider erste zufällige Begegnung am Hauptbahnhof Innsbruck hat zunächst keine Folgen. In Rom kommt es zu beider Wiederbegegnung, und der Globetrotter, fasziniert von Marias Unverbildetheit, zeigt der Tirolerin gern die „Ewige Stadt“. Während Peter am kommenden Morgen zu seinem Chef nach Neapel weiterreisen muss, reist Maria, die in nur einem Tag ihr Herz an den attraktiven Womanizer verloren hat, ihm nach. Da Malmös Verabredung in der Zwischenzeit nach Athen weitergeflogen ist, reisen Peter und seine neue Bekanntschaft diesem kurzerhand in die griechische Hauptstadt nach, auch wenn die Italienurlauberin Maria eigentlich weiter nach Capri wollte. Gegensätze ziehen sich hier magisch an, und so heiratet das junge Glück in Athen überstürzt. Während Maria bald wieder nach Innsbruck zu ihrem Hotel muss, fliegt Peter zu dem erneut (diesmal nach Istanbul) entfleuchten Chef, der deutschstämmige, südamerikanische Haciendero Carlos Schmidt, nach.
Peter ist für den Vertrieb des Rindfleisch in Form von Corned-Beef-Dosen seines Bosses Carlos verantwortlich und überdies mit dessen Tochter Carmelita verlobt. Erstaunlicherweise ist Senor Schmidt mitnichten entsetzt, dass sein Schwiegersohn in spe sich liebestechnisch umorientiert und eine Frau West geheiratet hat. Viel mehr sagt er: „Sie haben Mut bewiesen, großartig, dass Sie meiner Tochter gezeigt haben, dass Sie nicht mit dem Kopf durch die Wand kann. 20 Jahre hat sie mich tyrannisiert und dann kommen Sie und heiraten eine andere. Großartig!“ Peter fährt anschließend zu Maria auf den „Marienhof“. Hier muss er feststellen, dass auch diese Dame sehr selbstbewusst als Geschäftsfrau auftritt. Sie vermietet bevorzugt Zimmer an wohlhabende Männer, die sich bei Maria Chancen ausrechnen. Die Anwesenheit eines Ehemanns, zumal einer von der Attraktivität wie die eines Peter Malmö, wäre da geradezu geschäftsschädigend. Und so wird der schöne Gatte quasi verleugnet und „unsichtbar“ gemacht. Wenn Peter nächtens mit Maria zusammenkommen will, muss er über das Dach in ihr Zimmer einsteigen und morgens wieder zurückklettern. Dabei erkältet er sich gehörig, was seinem Ego einigen Abbruch tut. Bald hat Peter die Nase voll, er will seine Maria nicht länger mit nach seiner Gattin lechzenden, wildfremden Typen teilen, und reist wutschnaubend ab. Was sie kann, kann er schon lange, und Peter überlegt sich eine Gegenstrategie, mit der er es Maria so richtig heimzahlen kann.
Reiseziel ist sein Chef Carlos, der ihn sogleich zu einer Modenschau nach Düsseldorf mitnimmt. Hier kommt ihm die Idee, Maria mit einigen jungen Schönheiten eifersüchtig zu machen. Er schnappt sich einige Models, mit denen er Urlaub im Marienhof machen will. Die jungen Damen sind ein echter Blickfang und die derzeit logierenden älteren Herren werden angesichts ihrer Erscheinungen augenblicklich schwach. Maria muss mit Schrecken sehen, wie ihre Kundschaft ihr „untreu“ wird und obendrein Peter mit dem einen oder anderen Mädchen busselt, und das auch noch bei romantisch-melancholischer Musik. Maria ist fertig mit den Nerven und weint. Da erscheint Peters Boss und väterlicher Freund Carlos auf der Bildfläche und gibt ihr einen guten Rat. In der Liebe könne man sich nicht rückversichern. Maria, die zugibt, noch nie einem Mann vertraut zu haben, erhält die Lektion ihres Lebens. Sie weiß nun, was sie an Peter hat und dieser ihr mit seiner Aktion zeigen wollte und reist ihm hinterher. Und wieder sitzen beide, geläutert und um Erfahrungen und Erkenntnissen reicher, im Zug.

## Produktionsnotizen
Man nennt es Liebe entstand zwischen dem 17. März und dem 22. April 1953 in den Filmstudios von Geiselgasteig bei München und im Münchner Hotel Königshof. Die Uraufführung erfolgte am 9. Juni 1953 in Duisburg, die Berliner Premiere war am 10. Juli desselben Jahres.
Produzent Toni Schelkopf hatte auch die Produktionsleitung. Ludwig Reiber gestaltete die Filmbauten, Ursula Maes entwarf die Kostüme.
Es spielt Kurt Graunke und sein Orchester. Es singen Olly Gubo und die Singgemeinschaft.

## Kritiken
Der Spiegel schrieb: „Hollywood-Regisseur John Reinhardt läßt eine moderne Liebesgeschichte mit abgespieltem Thema (Umschwärmte Hotelbesitzerin heiratet, kann aber Ehe nicht bekanntgeben, um Gäste nicht zu verlieren) im Flugzeugtempo starten. Nach dem amüsanten Anfang muß er allerdings das Filmehepaar Curd Jürgens (mit seinem graumelierten Wien-Oxford-Charme) und Winnie Markus (mit ihren anscheinend zeitlosen blonden Natürlichkeitsreizen) allein dem vereinten Ansturm deutscher Einheitsfilmgags, Film-Mannequins und Komikern aussetzen. Sie überleben mit Mühe.“
Im Lexikon des Internationalen Films heißt es: „Trotz magerer Fantasie der Autoren flott inszeniert und fotografiert; ein unterhaltsames Lustspiel.“